# Bodziec (herb szlachecki)
Bodziec – polski herb szlachecki z nobilitacji. Jeden z dwóch herbów o takiej samej nazwie (zobacz Bodziec II). Herbów tych nie łączy nic oprócz przypadkowej zbieżności nazw.

## Opis herbu
Opis z wykorzystaniem klasycznych zasad blazonowania:
W polu czerwonym bodziec srebrny z ostrogą złotą. Klejnot: trzy pióra strusie, między nimi po gwieździe złotej.

## Najwcześniejsze wzmianki
Nadany neofitom Andrzejowi i Ignacemu Koźlińskim 16 listopada 1765 (przysięga z 25 stycznia 1766, nobilitacje sekretne) oraz Andrzejowi Przewłockiemu 13 marca 1767 (herb identyczny co do godła, ale bez klejnotu).

## Herbowni
Tadeusz Gajl wymienia następujące rody herbownych:
Koźliński, Przewłocki, Rogalski. Ostatnie nazwisko należy traktować podejrzliwie, ponieważ nie wiadomo w jaki sposób herb z nobilitacji osobistej miałby przysługiwać rodzinie innej niż nobilitowane, zwłaszcza że istniał inny herb o takiej samej nazwie, nadany właśnie Rogalskiemu.